# Mirotki (województwo pomorskie)
Mirotki – wieś kociewska w Polsce położona w województwie pomorskim, w powiecie starogardzkim, w gminie Skórcz przy drodze wojewódzkiej nr 231 i na trasie nieprzejezdnej linii kolejowej nr 218 (Szlachta - Myślice). Znajduje się na granicy Borów Tucholskich.
Dawniej wieś w posiadaniu szlacheckim. Pierwsze zapiski o wsi Mirotki pochodzą z 1341 r.
Wieś królewska w starostwie osieckim w powiecie nowskim  województwa pomorskiego w II połowie XVI wieku. W latach 1975–1998 miejscowość administracyjnie należała do województwa gdańskiego.
We wsi drewniany dworek z gankiem wgłębnym z 1854.